# تولباغية ترانسفالية
تولباغية ترانسفالية (الاسم العلمي:Tulbaghia transvaalensis) هي نوع من النباتات يتبع جنس التولباغية من الفصيلة النرجسية.